# Irán en los Juegos Olímpicos de Vancouver 2010
Irán estuvo representado en los Juegos Olímpicos de Vancouver 2010 por cuatro deportistas, tres hombres y una mujer, que compitieron en dos deportes.
La portadora de la bandera en la ceremonia de apertura fue la esquiadora alpina Maryan Kalhor. El equipo olímpico iraní no obtuvo ninguna medalla en estos Juegos.